# Lathys dixiana
Lathys dixiana là một loài nhện trong họ Dictynidae.
Loài này thuộc chi Lathys. Lathys dixiana được miêu tả năm 1935 bởi Wilton Ivie & Barrows.